# Palabra de Vor
Palabra de Vor es un libro de crónica periodística escrito por Cruz Morcillo y Pablo Muñoz. Los dos escritores son periodistas para el Diario ABC. El libro relata el trabajo periodístico de los dos autores sobre organizaciones mafiosas de países del Este, principalmente Rusia, Georgia y Ucrania, en territorio español.

## Argumento central
Pablo Muñoz y Cruz Morcillo relatan su análisis de testimonios de oficiales policiales, entrevistas a testigos en procesos antes las autoridades españolas, sumarios judiciales e informes de las  fuerzas de seguridad relacionados con la mafia rusa en España, principalmente sus actuaciones desde 2005. El libro detalla las actuaciones llevadas a cabo con ocasión de conocidas operaciones policiales, entre ellas las muy publicitadas operaciones 'Avispa', 'Mármol Rojo', 'Troika' y 'Java', en las que han participado personalidades tan publicitadas como el fiscal José Grinda y los jueces de la Audiencia Nacional Fernando Andreu y Baltasar Garzón.

## Título
Palabra de Vor hace referencia a la expresión Vor v zakone o «ladrón de la ley», un término utilizado en el bajo mundo ruso para describir a los miembros de grupos de crimen organizado, que al contrario de los delincuentes comunes, siguen una especie de códigos de conducta criminal.  